# Dame-Marie-les-Bois
Pour les articles homonymes, voir Marie et Dame-Marie.
Dame-Marie-les-Bois (prononcé [dam maʁi lɛ bwa]) est une commune française située dans le département d'Indre-et-Loire, en région Centre-Val de Loire.
L'occupation du territoire semble attestée pendant la Protohistoire, mais les terres agricoles de la paroisse sont progressivement gagnées au Moyen Âge sur la forêt de Blémars disparue. Les juridictions de Tours et de Blois montrent dans plusieurs occasions leur difficulté à agir de manière concertée à Dame-Marie, qu'elles se partagent au Moyen Âge et à l'Époque moderne,
Cette commune limitrophe du Loir-et-Cher au sud-est de Château-Renault, son bureau centralisateur, connaît une forte baisse de sa population dès le début des années 1860. Une reprise démographique se manifeste à partir des années 1980 et Dame-Marie-les-Bois compte 338 habitants en 2022. Malgré la tradition rurale de Dame-Marie-les-Bois, la part de l'agriculture est en baisse dans l'économie locale, dominée au XXIe siècle par les commerces et les services. Toutes les entreprises implantées sur le territoire sont de petite taille.
Aucun monument historique n'est présent sur le territoire. Le château de la Guérinière, siège d'une seigneurie ayant accompagné l'histoire de Dame-Marie depuis le Moyen Âge, est démoli au début du XXe siècle. L'église, profondément remaniée au cours des siècles, recèle plusieurs objets protégés.

## Géographie

### Localisation et communes limitrophes
Aux confins nord-est de l'Indre-et-Loire, Dame-Marie-les-Bois est rattachée au canton de Château-Renault ; les deux chefs-lieux communaux sont distants de 10,7 km ; la commune fait partie de l'arrondissement de Loches,, ces distances étant exprimées « à vol d'oiseau ». La commune fait partie du bassin de vie de Château-Renault et se trouve dans l'aire urbaine de la zone d'emploi de Tours.
Dame-Marie-les-Bois est limitrophe de sept communes, quatre se trouvant en Indre-et-Loire et trois dans le département voisin de Loir-et-Cher.
| - OpenStreetMap Dame-Marie-les-Bois dans son environnement géographique. - Dame-Marie-les-Bois et ses communes limitrophes. - Dame-Marie-les-Bois (en rouge) dans le canton de Château-Renault (en vert). |

| Saint-Nicolas-des-Motets | Saint-Étienne-des-Guérets (Loir-et-Cher) |                         |
| Morand                   | Dame-Marie-les-Bois                      | Santenay (Loir-et-Cher) |
| Autrèche                 | Cangey                                   | Mesland (Loir-et-Cher)  |

### Géologie et relief
- Bourg
- Limites communales

Carte géologique simplifiée de Dame-Marie-les-Bois
Bourg
Argiles blanches à silex (Rs1)
Argile détritique à silex éocène (eA)
Sables de Montreuil (m2-3)
Limons des plateaux quaternaires (LP)
Alluvions fluviatiles modernes (Fz)

L'histoire géologique de Dame-Marie, comme celle de la Touraine plus généralement, est marquée par une succession de phases de sédimentation. Les formations calcaires crétacées qui forment le socle profond d'une bonne partie du sol de l'Indre-et-Loire ont été altérées et dégradées à Dame-Marie-les-Bois, comme dans tout le nord du département, pour donner des argiles blanches à silex (Rs1) mises au jour sur les pentes des vallons. La formation affleurante qui domine toutefois sur le plateau est constituée d'une couche d'argile rouge à silex détritique déposée à l'Éocène (eA), sur une épaisseur de 2 à 4 m. Au sud-ouest, et dans une moindre mesure au nord-est, se retrouve la formation des sables de Montreuil constituée de sables maritimes grossiers de l'Helvétien terminal (m2-3). Par places, des limons éoliens quaternaires, dont l'épaisseur dépasse rarement un mètre, recouvrent les formations tertiaires, alors que des alluvions modernes (Fz) soulignent le cours des ruisseaux temporaires coulant au fond des talwegs.
Dame-Marie-les-Bois est établie sur un plateau dont l'altitude s'abaisse progressivement du nord vers le sud, entaillé par les vallons des ruisseaux temporaires. L'altitude minimale (93 m) se rencontre d'ailleurs au fond de l'un de ces vallons, au sud-est, au point de rencontre des territoires de Dame-Marie, Mesland et Cangey. Le point culminant (131 m) se trouve au nord-est de la commune, en limite de Saint-Étienne des Guérets.
Le territoire communal affecte sensiblement la forme d'un quadrilatère allongé du nord-est au sud-ouest. Ses 891 ha de surface communale au 1er janvier 2016 font de Dame-Marie-les-Bois une commune de taille modeste, la superficie moyenne d'une commune de France s'établissant à 1 488 hectares.

### Hydrographie
Aucun cours d'eau permanent n'irrigue le territoire de Dame-Marie-les-Bois mais la nature imperméable des sols favorise la création d'un réseau de ruisseaux temporaires collectant les eaux de ruissellement du plateau et coulant du nord au sud,.

### Paysages naturels

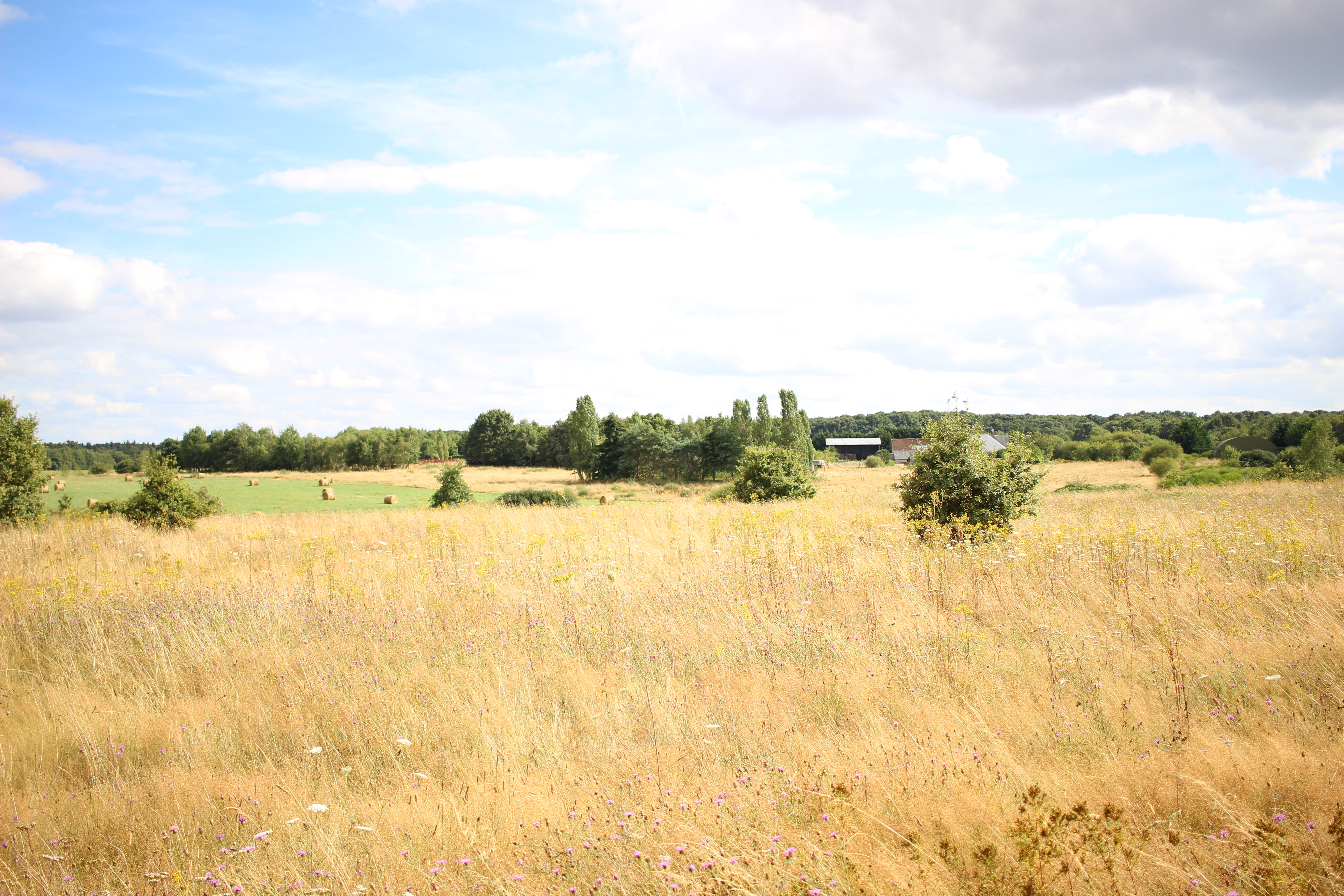
Paysage de landes à Dame-Marie.

Le territoire communal de Dame-Marie-les-Bois reste très boisé puisque 42 % de sa superficie, notamment dans sa partie sud, sont occupés par des bois, vestiges de la forêt médiévale de Blémars, à la limite entre la Touraine et le Blésois ; le bourg lui-même se trouve au cœur d'une zone dégagée, indice d'un défrichement précoce,. Aux XVIIe et XVIIIe siècles, les bois ont reculé mais beaucoup de landes et de bruyères subsistent, alors que les terres cultivées, aux qualités agronomiques médiocres, sont d'un faible rapport.
Le nord de la commune propose plutôt un paysage de grandes étendues agricoles où dominent les cultures de céréales, prémices de la Petite Beauce, même si des bois subsistent localement sur les pentes des talwegs.

### Climat
Pour des articles plus généraux, voir Climat du Centre-Val de Loire et Climat d'Indre-et-Loire.
En 2010, le climat de la commune est de type climat océanique dégradé des plaines du Centre et du Nord, selon une étude du CNRS s'appuyant sur une série de données couvrant la période 1971-2000. En 2020, Météo-France publie une typologie des climats de la France métropolitaine dans laquelle la commune est exposée à un climat océanique altéré et est dans la région climatique Moyenne vallée de la Loire, caractérisée par une bonne insolation (1 850 h/an) et un été peu pluvieux.
Pour la période 1971-2000, la température annuelle moyenne est de 10,9 °C, avec une amplitude thermique annuelle de 15,2 °C. Le cumul annuel moyen de précipitations est de 682 mm, avec 10,7 jours de précipitations en janvier et 7 jours en juillet. Pour la période 1991-2020, la température moyenne annuelle observée sur la station météorologique de Météo-France la plus proche, sur la commune de Saunay à 8 km à vol d'oiseau, est de 12,0 °C et le cumul annuel moyen de précipitations est de 657,3 mm,. Pour l'avenir, les paramètres climatiques de la commune estimés pour 2050 selon différents scénarios d'émission de gaz à effet de serre sont consultables sur un site dédié publié par Météo-France en novembre 2022.

### Voies de communication et transport
La D55, d'Autrèche à Santenay, traverse la commune dans toute sa longueur du sud-ouest au nord-est. Au niveau du chef-lieu communal, elle croise la D74 qui depuis Morand au nord-ouest rallie Cangey au sud. Le maillage est complété par la D274 puis D43 de Dame-Marie à Mesland au sud-est. Depuis le centre du bourg de Dame-Marie, il est possible, via Autrèche, de gagner la sortie no 18 de l'autoroute A10, après un trajet d'un peu plus de 6 km.
Dame-Marie-les-Bois est desservie par la ligne TA du réseau de transports en commun routiers Rémi de la région Centre-Val de Loire[. Cette ligne relie Château-Renault à Amboise où des correspondances sont assurées avec d'autres lignes du réseau, routières et ferroviaires.

## Urbanisme

### Typologie
Au 1er janvier 2024, Dame-Marie-les-Bois est catégorisée commune rurale à habitat dispersé, selon la nouvelle grille communale de densité à sept niveaux définie par l'Insee en 2022.
Elle est située hors unité urbaine. Par ailleurs la commune fait partie de l'aire d'attraction de Tours, dont elle est une commune de la couronne,. Cette aire, qui regroupe 162 communes, est catégorisée dans les aires de 200 000 à moins de 700 000 habitants,.

### Occupation des sols
L'occupation des sols de la commune, telle qu'elle ressort de la base de données européenne d’occupation biophysique des sols Corine Land Cover (CLC), est marquée par l'importance des territoires agricoles (56,4 % en 2018), une proportion identique à celle de 1990 (56,4 %). La répartition détaillée en 2018 est la suivante : 
terres arables (44 %), forêts (43,6 %), zones agricoles hétérogènes (11,8 %), prairies (0,6 %). L'évolution de l’occupation des sols de la commune et de ses infrastructures peut être observée sur les différentes représentations cartographiques du territoire : la carte de Cassini (XVIIIe siècle), la carte d'état-major (1820-1866) et les cartes ou photos aériennes de l'IGN pour la période actuelle (1950 à aujourd'hui).

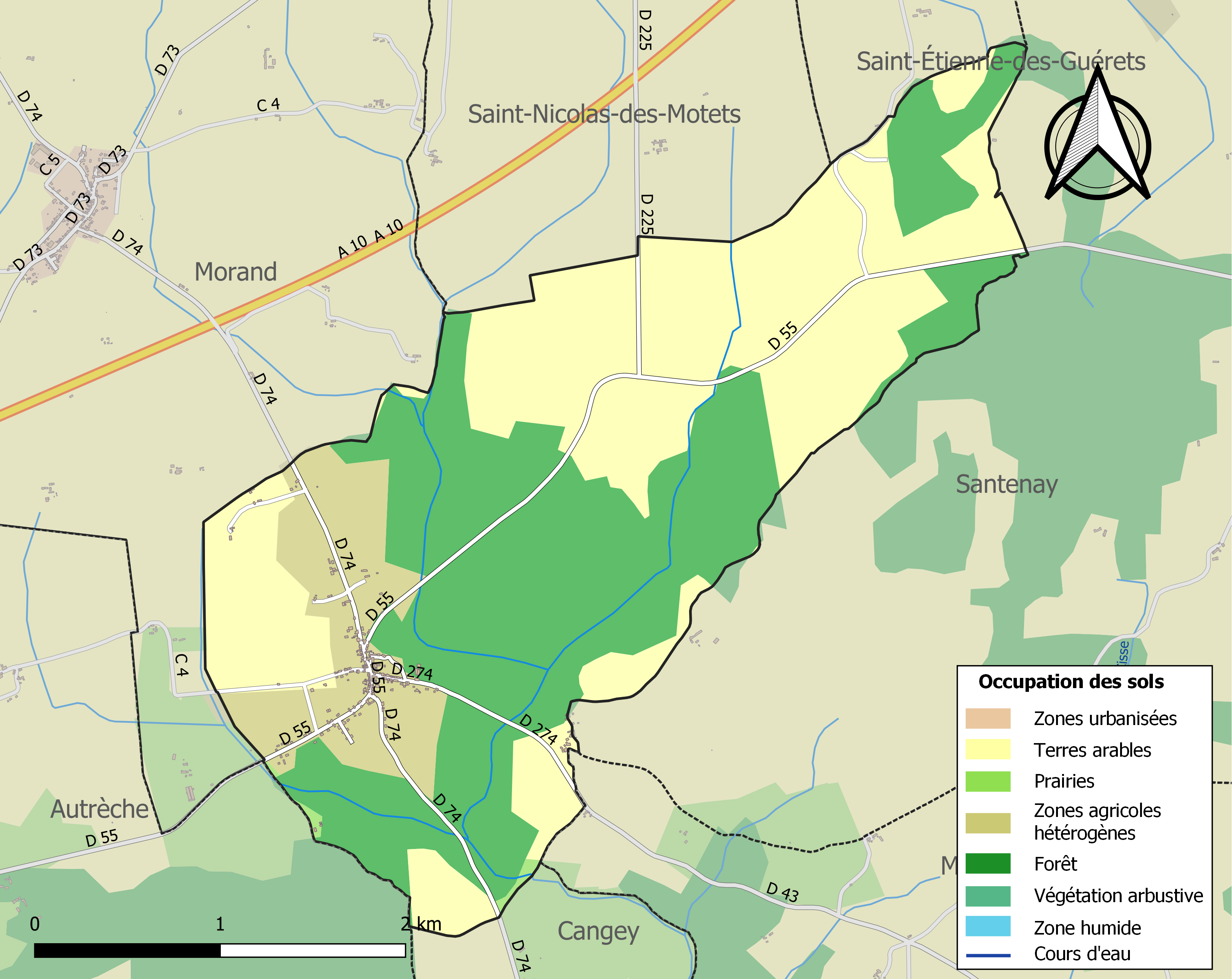
Carte des infrastructures et de l'occupation des sols de la commune en 2018 (CLC).

### Morphologie urbaine
| - Rue de Blémars vers 1920. - Rue de Blémars au XXIe siècle. |

Avant le XIXe siècle la population de Dame-Marie semble répartie dans de nombreux petits villages et des grosses fermes, le bourg lui-même, très décentré vers le sud-ouest du finage, ne comptant en 1791 que 31 habitations.

Développement urbain de Dame-Marie-les-Bois.
« Vieux bourg » jusqu'en 1950
Extensions modernes depuis 1950

L'agglomération de Dame-Marie se présente sous la forme d'un village-rue le long de la D 74, de part et d'autre de l'église et cette disposition semble fixée dès la première moitié du XIXe siècle alors que le centre commence à prendre de l'importance aux dépens des hameaux. Dans la seconde moitié du XIXe siècle toujours, le bourg se développe vers le nord avant même que le centre ne se réorganise autour d'une place créée au niveau de l'église à l'occasion de son remaniement et son agrandissement.
La morphologie des habitations et les matériaux utilisés pour leur construction semblent changer fondamentalement vers 1835-1840. Auparavant, les maisons, de petite taille, sont montées en maçonnerie de blocage avec des matériaux très divers liés au mortier de chaux, avec recours fréquent aux colombages, surtout pour les dépendances. Par la suite, l'amélioration du statut social des habitants se traduit dans les constructions nouvelles ou la reprise du bâti ancien : le tuffeau fait son apparition dans les corniches, les lucarnes, les chaînages où il est fréquemment associé à la brique pour constituer des encadrements polychromes mais il disparaît à la fin du XIXe siècle et la brique seule est employée pour les encadrements et les décorations ; les habitations sont plus grandes (étage, combles aménagés) et de plus en plus souvent couvertes en ardoise.
Dans le dernier quart du XXe siècle, Dame-Marie-les-Bois voit son centre urbain s'agrandir par de nouvelles constructions individuelles le long des principales routes (digitation).

### Logement
Le tableau ci-dessous présente une comparaison de quelques indicateurs chiffrés du logement pour Dame-Marie-les-Bois et l'ensemble de l'Indre-et-Loire en 2016. Les valeurs sont exprimées en pourcentages des parcs totaux respectifs, soit 172 logements pour la commune et 318 933 logements pour le département, :
|                                                        | Dame-Marie-les-Bois | Indre-et-Loire |
| ------------------------------------------------------ | ------------------- | -------------- |
| Part des résidences principales (en %)                 | 76,8                | 86,9           |
| Part des logements vacants (en %)                      | 13,1                | 8,5            |
| Part des ménages propriétaires de leur logement (en %) | 86,0                | 59,2           |

Dame-Marie-les-bois se démarque de l'ensemble de l'Indre-et-Loire par une part des résidences principales plus faible, mais en contrepartie le taux de résidences secondaires est plus élevé, des logements vacants plus nombreux et des résidents en très grande majorité propriétaires de leur logement.
Un peu plus de 50 % des résidences principales de Dame-Marie-les-Bois sont construites avant 1919, mais la période 1972-2013 voit de nouvelles habitations apparaître, qui représentent près de 26 % du bâti communal ; il s'agit dans tous les cas de maisons individuelles.

### Risques naturels
L'ensemble du territoire communal de Dame-Marie-les-Bois est exposé à un aléa moyen face à un risque lié au gonflement-retrait des argiles, à l'exception d'un petit secteur au nord du chef-lieu communal où cet aléa est considéré comme « faible » ou « a priori nul ». Ce risque, lié à la nature argilo-siliceuse des sols, expose les fondations des bâtiments à une fragilisation après des périodes de sécheresse prolongée.
Dame-Marie-les-Bois se trouve en zone de sismicité très faible de niveau 1 sur une échelle de 1 à 5. Jean-Mary Couderc, qui a réalisé en 1995 un inventaire des signalements de tremblements de terre en Touraine à partir des chroniques locales, ne mentionne aucun séisme pour le secteur de Dame-Marie-les Bois.

### Plan local d'urbanisme
En l'absence d'un document propre à la commune et en application de la loi ALUR de 2014, c'est un plan local d'urbanisme intercommunal qui est en cours d'élaboration pour l'ensemble de la communauté de communes. Sa validation doit intervenir en 2020.

## Toponymie
| Formes successives attestées de la dénomination du vicus, de la châtellenie puis de la paroisse, : - Villa que Domna Maria dicitur : 1059, cartulaire de Marmoutier ; - Domna Maria : 1234, Charte de Saint-Martin ; - Donna Maria : 1259, Livre des serfs de Marmoutier ; - ecclesia de Dompna Maria : XIIIe siècle, cartulaire de l'archevêché de Tours ; - Dame-Marie-du-Bois : 1520 ; - Dammemarie : 1753-1759, carte de Cassini ; - Damemarie : 1835, cadastre napoléonien ; - Dame-Marie-les-Bois, décret du 23 août 1920. |

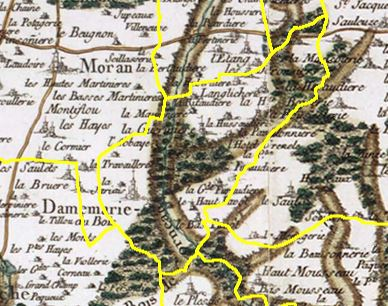
Dame-Marie-les-Bois sur la carte de Cassini, v. 1760. Les limites communales figurent en jaune.

Le nom du territoire apparaît en 1059 en tant villam que Domna Maria dicitur dans un cartulaire de l'abbaye de Marmoutier. Dom[i]na Maria désigne la Vierge Marie, à qui une chapelle était alors dédiée. C'est d'ailleurs la seule paroisse de Touraine à porter un topopnyme consacré à la Sainte Vierge. C'est au XIXe siècle qu'apparaît la mention Dame-Marie-du-Bois, mettant pour la première fois en avant l'importance du boisement communal et un décret du 23 août 1920 fixe la dénomination définitive de la commune.
Le nom de la forêt de Blémars, qui couvrait à l'origine le territoire de Dame-Marie-les-Bois, provient du patronyme germanique Blitmarus.
Le fief de la Guérinière pourrait avoir été fondé ou avoir appartenu, comme bien souvent, à un dénommé « Guérin », mais aucune source ne semble en avoir conservé la trace.

## Histoire

### De la Protohistoire au Moyen Âge

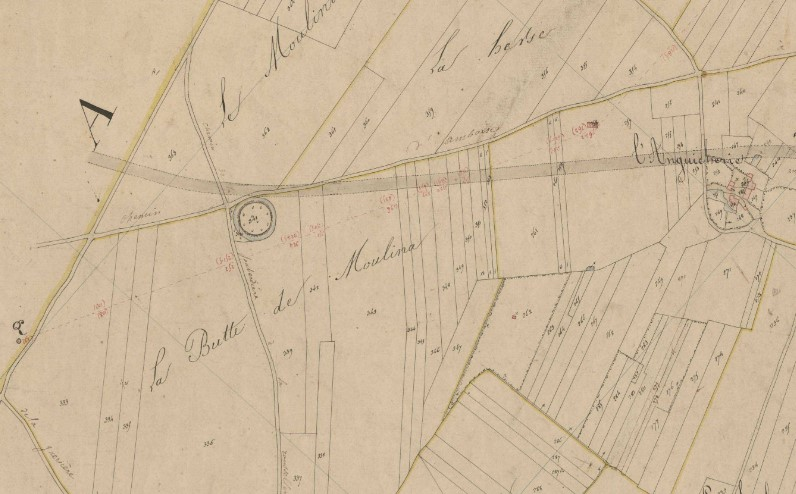
La butte de Moulina sur le cadastre napoléonien.

Les témoignages archéologiques antérieurs au Moyen Âge sont très rares à Dame-Marie-les-Bois. Seules sont signalées des découvertes de scories de forge, indice d'une probable activité sidérurgique au cours des périodes laténienne ou gallo-romaine, au lieu-dit le Bois-de-la-Forge,,.
Au cours du Haut Moyen Âge, et ce jusqu'au IXe siècle, le domaine de Dame-Marie appartient au pagus Turonicus, dont il occupe la partie est. Dès la période capétienne, la seigneurie de Dame-Marie fait partie des possessions du chapitre de la collégiale Saint Martin-de-Tours. Au tournant du premier millénaire, une motte castrale devait exister au nord-est des bois de la Guérinière, en limite du département actuel. Elle est encore discernable sur le cadastre napoléonien — elle est alors appelée « butte de Moulina » — mais il n'en est plus fait mention dans des documents plus récents. Il est probable qu’une première paroisse fut fondée au XIe siècle, lors des grands défrichements médiévaux, en plein cœur de la vaste forêt de Blémars, dénommée à cette époque, la « Blesis Marca »,,, pour délimiter le diocèse de Tours face au diocèse de Chartres. Elle est à l’origine, dès avant une première reconstruction de l’église au XIIe siècle, d’un premier noyau de population.

### Temps modernes
Le château féodal de la Guérinière est, au XVIe siècle, le siège d'un fief vassal de la seigneurie de Blémars que la Guérinière rachète ensuite, peut-être dans le troisième quart du XVIIe siècle. De son côté, Dame-Marie est une châtellenie indépendante, mais également rachetée par la Guérinière vers la fin du XVIe siècle.
Au cours du XVIIIe siècle, l'histoire de la commune tourangelle semble être marquée par la présence inquiétante de loups dans les bois se situant à proximité de son centre-bourg. Dans une courte missive adressée aux autorités locales et datant du 11 février 1750, le curé Pilon, alors chargé de la paroisse de Dame-Marie, porte à la connaissance de celles-ci des incidents liés à des incursions d'une meute de loups, en ces termes :

« Il serait à propos de commencer par Saint-Nicolas les battues, sur le territoire de monsieur le comte d'Estain et monsieur le comte de Bury, monsieur le baron de Boye, monsieur le marquis de Villeneuve, seigneur de ma paroisse, à qui appartient tous les bois, à Dame-Marie »

— D'après les archives départementales d'Indre-et-Loire (série C412) « lettre de Pilon, curé de Dame-Marie-les-Bois, 11 février 1750 ».
Quelques battues sont organisées, sans grand résultat semble-t-il, en raison notamment de la difficulté des juridictions de Blois et Tours, qui se partagent le territoire de Dame-Marie, à agir de manière concertée. Le rattachement de Dame-Marie, avant la Révolution, à l'élection de Tours et en même temps au grenier à sel de Blois puis d'Herbault témoigne également de cette bipolarité.
En 1731, Joseph de Villeneuve, alors seigneur de la Guérinière est à la tête d'un domaine de 472 arpents, soit 286,75 hectares pour 16 métairies, dont la plupart sont réparties le long du vallon qui parcourt le territoire du nord au sud. L'année suivante, tous ses biens sont saisis.

### Révolution et époque contemporaine
L'histoire de Dame-Marie pendant la Révolution est assez mal connue, de nombreux documents ayant disparu. Il apparaît toutefois certain que Gentien Rangeard de la Boissière, seigneur de la Guérinière depuis 1760 et procureur du roi à la Chambre des comptes de Blois, n'a pas émigré ; il n'est pas inquiété et il réussit à conserver son domaine, qu'il complète même en achetant des biens nationaux dans l'est du département d'Indre-et-Loire.

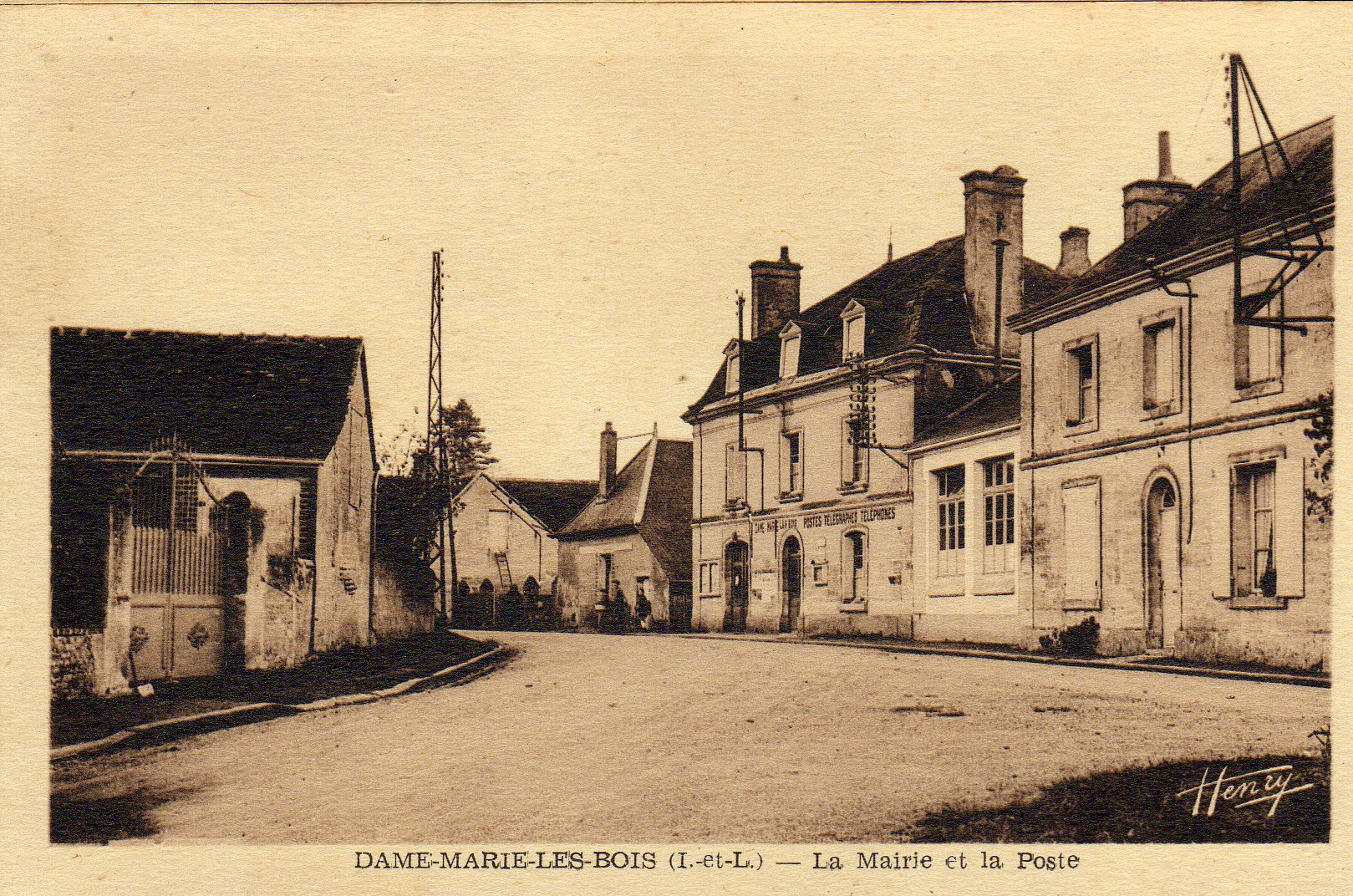
Mairie et bureau de poste vers 1920.

En 1857, un braconnier abat de plusieurs coups de feu le garde-chasse de la Guérinière. Le maire de l'époque lui-même est inquiété pour ne pas avoir refusé à l'assassin le droit de détenir de la poudre, mais il garde finalement sa place. La guerre franco-allemande de 1870 marque profondément la commune. L'approche des Prussiens est signalée le 9 décembre et, le 22, plusieurs milliers de soldats investissent la commune et pillent les fermes ; ils partent le lendemain. D'autres troupes, encore plus nombreuses, arrivent le 17 janvier 1871 mais les faibles réserves de la commune ne permettent pas de répondre à leurs ordres de réquisition — les récoltes ont été mauvaises. Ce sont donc le canton et les communes qui participent solidairement aux besoins des habitants et aux demandes de l'ennemi. Bien que la commune en ait exprimé le souhait dès 1882, le premier bureau de poste de Dame-Marie n'ouvre qu'à l'automne 1887 dans un local mis personnellement à disposition par le maire.
Le XXe siècle s'ouvre à Dame-Marie par le projet de construction d'une nouvelle mairie, inaugurée en 1912. La Première Guerre mondiale fait 17 victimes parmi les combattants de Dame-Marie-les-Bois, morts sur les fronts européens (France, Allemagne, en Belgique) ou dans les rangs de l'armée d'Orient alors que près de 80 habitants ont été mobilisés. Quatre soldats sont tués pendant la Seconde Guerre mondiale. Un militaire meurt pendant la Guerre d'Algérie. En 1973, la création d'un regroupement pédagogique intercommunal (RPI) primaire est envisagée avec la commune voisine de Morand. L'objectif est de permettre la création d'une classe de maternelle spécifique, les enfants étant jusqu'alors répartis dans les classes à plusieurs niveaux des deux communes. Le RPI est mis en place à la rentrée 1975 et l'accroissement démographique impose l'ouverture en 2003 d'une classe de maternelle à Morand, puis d'une classe dans l'école élémentaire de Dame-Marie-les-Bois deux ans plus tard. Dans l'intervalle, la commune de Saint-Nicolas-des-Motets a rejoint le RPI.

## Politique et administration

### Tendances politiques et résultats
Une étude parue dans le bulletin d'informations municipales Dame-Marie Infos en 2007 montre que, lors des scrutins présidentiels organisés sous la Ve République, le second tour avait jusqu'à cette date opposé à 6 reprises un candidat de droite à un candidat de gauche : les électeurs donnamariens s'étaient prononcés par 3 fois en faveur du candidat de gauche, 3 fois en faveur du candidat de droite.
Élection présidentielle de 2017
Lors du second tour de l'élection présidentielle de 2017, Emmanuel Macron (LREM), élu, a recueilli à Dame-Marie-les-Bois 60,89 % des suffrages et Marine Le Pen (FN), 39,11 % des suffrages ; le taux de participation était de 78,41 %.
Élection municipale de 2014
Le nombre d'habitants au recensement de 2010 étant compris entre 100 et 500, le nombre de membres du conseil municipal pour l'élection de 2014 est de 11.
Lors des élections municipales de 2014, les 11 conseillers municipaux ont été élus dès le premier tour ; le taux de participation était de 60,00 %.

### Liste des maires
Depuis la Libération, aucun maire de Dame-Marie-les-Bois, Camille Meslier excepté, n'a accompli plus de deux mandats.
| Période       | Période       | Identité         | Étiquette | Qualité            |
| ------------- | ------------- | ---------------- | --------- | ------------------ |
| octobre 1944  | octobre 1947  | Félix Robert     |           |                    |
| octobre 1947  | décembre 1973 | Camille Meslier  |           |                    |
| décembre 1973 | mars 1977     | Pierre Dabert    |           | Viticulteur        |
| mars 1977     | mai 1985      | André Leray      |           | Cadre PTT retraité |
| mai 1985      | juin 1989     | Marcel Gaudin    |           |                    |
| juin 1989     | mars 2001     | Yves Le Mat      |           | Retraité           |
| mars 2001     | mars 2014     | Anne-Marie Viaud |           |                    |
| mars 2014     | mai 2020      | Manuela Pereira  | SE        |                    |
| mai 2020      | En cours      | Jocelyne Petay   |           |                    |

### Rattachements administratifs et électoraux

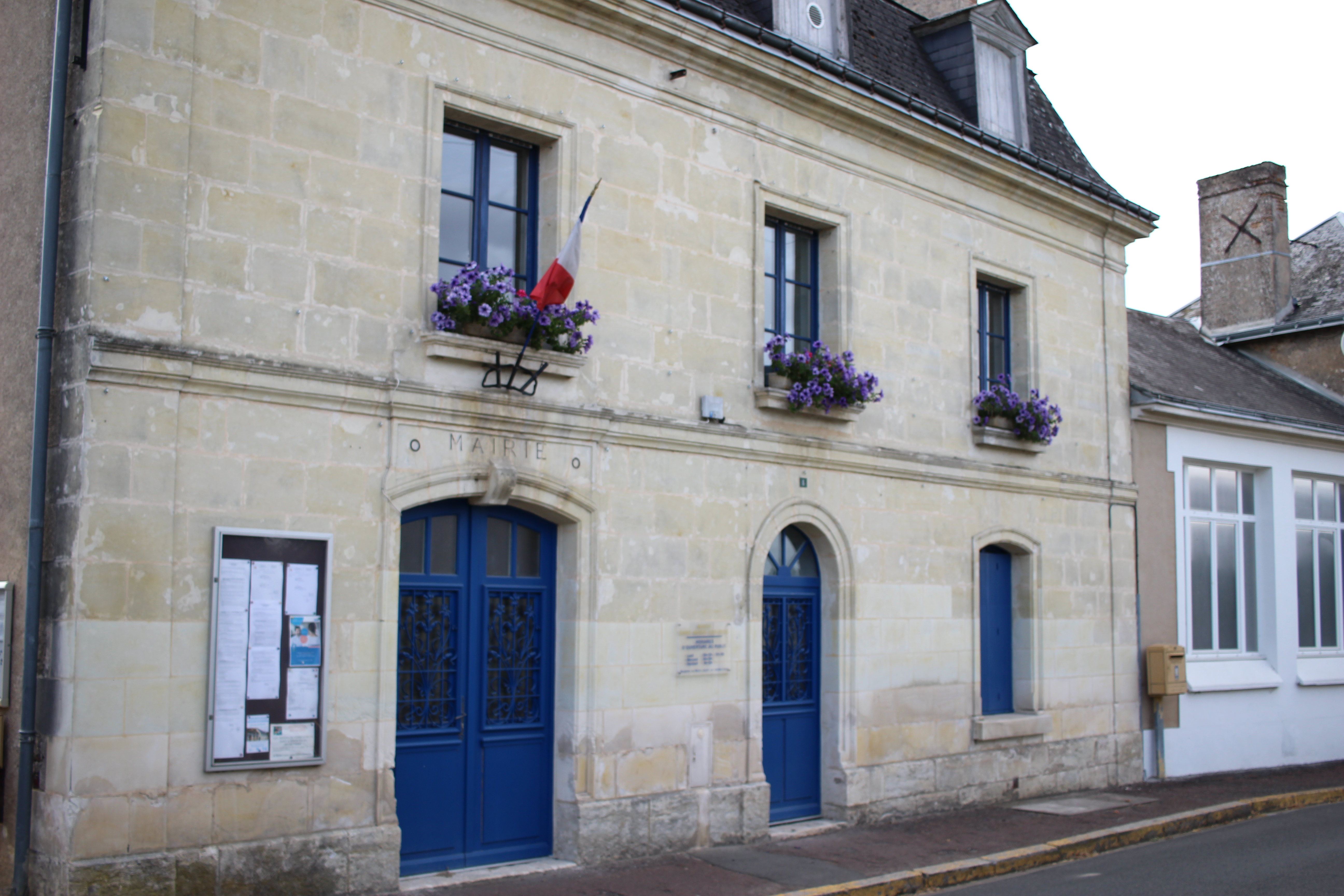
Mairie.

Dès 1793, la commune est rattachée au canton de Château-Renault (alors orthographié « Châteaurenaud ») dépendant de l'arrondissement de Tours. Dans le cadre du redécoupage cantonal de 2014 en France, ce canton s'agrandit, passant de 16 à 36 communes. Après la réorganisation des territoires mise en place au 1er janvier 2017, la commune est rattachée à l'arrondissement de Loches.
Pour les Élections législatives, la commune fait partie de la 2e circonscription d'Indre-et-Loire.
Jusqu'à la fin 2009, Dame-Marie-les-Bois se trouvait dans la juridiction du tribunal d'instance de Tours, maintenu dans le cadre de la réforme de la carte judiciaire mise en place le 1er janvier 2010. Dame-Marie-les Bois relève donc en 2016 : du tribunal d'instance, du tribunal de grande instance, du tribunal pour enfants, du conseil de prud'hommes et du tribunal de commerce de Tours ; de la cour d'assises d'Indre-et-Loire, également à Tours ; du tribunal paritaire des baux ruraux de Saumur ; de la cour d'appel et du tribunal administratif d'Orléans ; de la cour administrative d'appel de Nantes.

### Intercommunalité
Comme 15 autres communes voisines, Dame-Marie-les-Bois est rattachée à la communauté de communes du Castelrenaudais. Cette structure exerce ses compétences dans des domaines aussi variés que l'aménagement du territoire, la politique sociale et éducative, l'environnement et la voirie, le développement économique et le tourisme.
Le syndicat intercommunal d'énergie d'Indre-et-Loire (SIEIL) assure le contrôle et la coordination de l'ensemble des concessionnaires opérant sur l'Indre-et-Loire dans le domaine de la distribution de gaz et d'électricité.
Toutes les communes d'Indre-et-Loire, Tours exceptée, adhèrent au SIEIL à titre individuel par arrêté préfectoral en date du 23 avril 2008 pour ce qui est de sa « compétence Électricité ». La commune de Dame-Marie-les-Bois n'adhère pas à la « compétence Gaz », disposition facultative.
Le syndicat intercommunal d'adduction d'eau potable (SIAEP) de la Gâtine regroupe les trois communes d'Indre-et-Loire de Dame-Marie-les-Bois, Morand et Saint-Nicolas-des-Motets où se trouve son siège, ainsi que deux communes du Loir-et-Cher, Saint-Étienne-des-Guérets et Saint-Cyr-du-Gault. Ce syndicat intercommunal à vocation unique prend en charge le prélèvement de l'eau potable et sa distribution auprès des habitants des cinq communes adhérentes.
Le syndicat mixte Touraine propre regroupe neuf communautés de communes ou syndicats mixtes intercommunaux d'Indre-et-Loire, dont la communauté de communes du Castelrenaudais, à titre collectif au nom des seize communes qu'elle rassemble. Il favorise et fédère les actions en matière de réduction et de valorisation des déchets ménagers.

### Politique environnementale
La gestion des ressources en eau potable est assurée par le SIAEP de la Gâtine. Un forage, à Saint-Nicolas-des-Motets, prélève l'eau potable dans la nappe du Cénomanien ; en 2015 elle est distribuée à 1 228 habitants sur l'ensemble du territoire du syndicat. Ce service est affermé à Veolia Eau.
La commune prend directement en charge la collecte et le traitement des eaux usées grâce à deux stations fonctionnant par lagunage, d'une capacité respective de 90 et 130 EH (Équivalent-habitant), avec rejet des eaux épurées dans deux ruisseaux. Pour les foyers non reliés au réseau d'assainissement collectif, la communauté de communes est chargée de vérifier la conformité des installations individuelles d'assainissement.
La collecte et le traitement des « déchets ménagers et assimilés » sont du ressort de la communauté de communes. Le dispositif mis en place sur l'ensemble du territoire couvert combine le ramassage en porte-à-porte (ordures ménagères et déchets recyclables), la mise en place de points d'apport volontaire (verre et journaux) et l'accès à trois déchèteries (autres déchets).

### Finances locales
Le tableau ci-dessous présente l'évolution de la capacité d'autofinancement, un des indicateurs des finances locales de Dame-Marie-les-Bois, sur une période de onze ans :
|                      | 2005 | 2006 | 2007 | 2008 | 2009 | 2010 | 2011 | 2012 | 2013 | 2014 | 2015 |
| -------------------- | ---- | ---- | ---- | ---- | ---- | ---- | ---- | ---- | ---- | ---- | ---- |
| Dame-Marie-les-Bois  | 220  | 127  | 72   | 117  | 116  | 120  | 141  | 203  | 104  | 161  | 79   |
| Moyenne de la strate | 134  | 140  | 159  | 146  | 145  | 140  | 162  | 168  | 156  | 150  | 148  |

| ■ CAF de Dame-Marie-les-Bois ■ CAF moyenne de la strate Ordonnées du graphique : valeurs de la CAF exprimées en €/habitant. |

Au cours des dix dernières années, la capacité d'autofinancement de la commune, toujours positive, observe d'importantes fluctuations annuelles autour de la valeur moyenne pour la strate des communes de taille comparable.

## Population et société

### Démographie
Plusieurs gentilés sont rencontrés : Domaritain, Donamarien ou Donnamarien. Ce dernier semble devoir s'imposer dans l'usage ; il reprend une graphie proche de la première mention du lieu en 1059.

#### Évolution démographique
Jusqu'en 1789, les recensements dénombraient les feux. À Dame-Marie, dont les registres paroissiaux sont connus depuis 1666, la population était en 1787 de 70 feux, culminant à 87 feux en 1867.
L'évolution du nombre d'habitants est connue à travers les recensements de la population effectués dans la commune depuis 1793. Pour les communes de moins de 10 000 habitants, une enquête de recensement portant sur toute la population est réalisée tous les cinq ans, les populations de référence des années intermédiaires étant quant à elles estimées par interpolation ou extrapolation. Pour la commune, le premier recensement exhaustif entrant dans le cadre du nouveau dispositif a été réalisé en 2004.

En 2022, la commune comptait 338 habitants, en évolution de −4,79 % par rapport à 2016 (Indre-et-Loire : +1,67 %, France hors Mayotte : +2,11 %).
| 1793 | 1800 | 1806 | 1821 | 1831 | 1836 | 1841 | 1846 | 1851 |
| ---- | ---- | ---- | ---- | ---- | ---- | ---- | ---- | ---- |
| 353  | 375  | 369  | 434  | 510  | 508  | 510  | 522  | 518  |

| 1856 | 1861 | 1866 | 1872 | 1876 | 1881 | 1886 | 1891 | 1896 |
| ---- | ---- | ---- | ---- | ---- | ---- | ---- | ---- | ---- |
| 503  | 536  | 484  | 454  | 426  | 401  | 435  | 485  | 451  |

| 1901 | 1906 | 1911 | 1921 | 1926 | 1931 | 1936 | 1946 | 1954 |
| ---- | ---- | ---- | ---- | ---- | ---- | ---- | ---- | ---- |
| 437  | 429  | 416  | 383  | 393  | 394  | 375  | 328  | 310  |

| 1962 | 1968 | 1975 | 1982 | 1990 | 1999 | 2004 | 2006 | 2009 |
| ---- | ---- | ---- | ---- | ---- | ---- | ---- | ---- | ---- |
| 304  | 274  | 247  | 225  | 235  | 275  | 323  | 345  | 317  |

| 2014 | 2019 | 2022 | - | - | - | - | - | - |
| ---- | ---- | ---- | - | - | - | - | - | - |
| 342  | 347  | 338  | - | - | - | - | - | - |

|                                           | 1968 - 1975 | 1975 - 1982 | 1982 - 1990 | 1990 - 1999 | 1999 - 2008 | 2008 - 2013 |
| ----------------------------------------- | ----------- | ----------- | ----------- | ----------- | ----------- | ----------- |
| Taux de variation annuel de la population | - 1,5 %     | - 1,3 %     | + 0,5 %     | + 1,8 %     | + 1,9 %     | + 0,4 %     |
| Solde naturel                             | - 0,3 %     | - 0,6 %     | + 0,1 %     | - 0,1 %     | + 1,0 %     | + 0,8 %     |
| Solde migratoire                          | - 1,0 %     | - 0,7 %     | + 0,4 %     | + 1,8 %     | + 0,9 %     | - 0,5 %     |

Après un maximum atteint en 1861, la population de la commune diminue jusqu'au début des années 1980, malgré un sursaut important mais temporaire dans le dernier quart du XIXe siècle. La reprise démographique ne se manifeste qu'après 1982, très nette jusqu'en 2004, plus faible depuis.

#### Pyramide des âges
La population de la commune est relativement jeune.
En 2018, le taux de personnes d'un âge inférieur à 30 ans s'élève à 35,7 %, soit au-dessus de la moyenne départementale (34,9 %). À l'inverse, le taux de personnes d'âge supérieur à 60 ans est de 19,6 % la même année, alors qu'il est de 27,8 % au niveau départemental.
En 2018, la commune comptait 178 hommes pour 172 femmes, soit un taux de 50,86 % d'hommes, largement supérieur au taux départemental (48,09 %).
Les pyramides des âges de la commune et du département s'établissent comme suit.
| Hommes | Classe d’âge | Femmes |
| ------ | ------------ | ------ |
| 1,1    | 90 ou +      | 0,6    |
| 4,5    | 75-89 ans    | 4,1    |
| 16,5   | 60-74 ans    | 12,3   |
| 22,7   | 45-59 ans    | 22,8   |
| 21,0   | 30-44 ans    | 22,8   |
| 13,6   | 15-29 ans    | 16,4   |
| 20,5   | 0-14 ans     | 21,1   |

| Hommes | Classe d’âge | Femmes |
| ------ | ------------ | ------ |
| 0,9    | 90 ou +      | 2,2    |
| 7,9    | 75-89 ans    | 10,2   |
| 17,3   | 60-74 ans    | 18,1   |
| 19,8   | 45-59 ans    | 19,1   |
| 17,9   | 30-44 ans    | 17,2   |
| 18,5   | 15-29 ans    | 17,5   |
| 17,6   | 0-14 ans     | 15,6   |

### Enseignement
Dans le cadre d'un regroupement pédagogique intercommunal (Dame-Marie-les-Bois, Morand et Saint-Nicolas-des-Motets), une école élémentaire est implantée à Dame-Marie-les-Bois, accueillant à la rentrée 2016 les enfants des trois communes, du cours préparatoire au CM2.
La scolarité de niveau secondaire des enfants de Dame-Marie-les-Bois peut se dérouler à Château-Renault, qui dispose d'un collège et d'un lycée professionnel ou à Amboise, qui est pourvue de trois collèges (deux d'enseignement public et un d'enseignement privé) et de trois lycées (un d'enseignement général et deux d'enseignement professionnel, dont l'un spécialisé dans le domaine agricole), ces deux communes de rattachement étant celles prévues par la carte scolaire pour la rentrée 2016.

### Équipements collectifs
Dame-Marie-les-Bois dispose d'une salle des fêtes communale, et d'un terrain multi-sports qui porte le nom de « stade Camille-Meslier », ancien maire de la commune.

### Vie associative
Fin 2016, 13 associations actives sont recensées à Dame-Marie-les-Bois. 6 d'entre elles interviennent dans le domaine socio-culturel, trois dans la défense de l'environnement et du cadre de vie ; une association est religieuse, une autre sportive. Enfin, les deux dernières sont des associations de parents d'élèves couvrant le territoire des trois communes du RPI.

### Santé et services d'urgence
Aucun médecin généraliste n'est installé à Dame-Marie-les-Bois, les praticiens les plus proches exerçant à Château-Renault, où se trouve également le centre hospitalier, ou à Monteaux, dans le Loir-et-Cher.
Un centre de première intervention des sapeurs pompiers est implanté à Saint-Nicolas-des-Motets, limitrophe de Dame-Marie-les-Bois. Mis en place en 1998, il prend la relève d'un corps de pompiers volontaires propre à Dame-Marie, fondé avant 1840.

### Médias
Sous le titre Dame-Marie Infos, la commune publie un journal d'informations locales semestriel. En outre, le quotidien régional La Nouvelle République du Centre-Ouest consacre une page de l'une de ses éditions aux actualités et informations intéressant Château-Renault et son canton.

### Culte
Le territoire de la commune dépend de la paroisse de Château-Renault au sein du doyenné d'Amboise, lui-même partie de l'archidiocèse de Tours mais, en 2016, l'église Notre-Dame de Dame-Marie-les-Bois n'accueille pas d'office religieux.

## Économie

### Revenus et fiscalité
En 2015, le revenu fiscal médian par ménage est de 31 702 €, alors que la moyenne départementale s'établit à 32 011 € et que celle de la France métropolitaine est de 32 409 €. Le revenu médian net déclaré par foyer fiscal est de 20 049 euros en 2015.

### Emploi
Les deux tableaux ci-dessous présentent les chiffres-clés de l'emploi à Dame-Marie-les-Bois et leur évolution de 2008 à 2013, :
|                               | Dame-Marie-les-Bois 2008 | Dame-Marie-les-Bois 2013 | Évolution |
| ----------------------------- | ------------------------ | ------------------------ | --------- |
| Population de 15 à 64 ans     | 221                      | 215                      | - 2,7 %   |
| Actifs (en %)                 | 77,7                     | 81,4                     | + 4,8 %   |
| dont :                        |                          |                          |           |
| Actifs ayant un emploi (en %) | 72,6                     | 74,2                     | + 2,2 %   |
| Chômeurs (en %)               | 5,1                      | 7,2                      | + 41,2 %  |

|                                      | Dame-Marie-les-Bois 2008 | Dame-Marie-les-Bois 2013 | Évolution |
| ------------------------------------ | ------------------------ | ------------------------ | --------- |
| Nombre d'emplois dans la zone        | 45                       | 46                       | + 2,2 %   |
| Indicateur de concentration d'emploi | 28,1                     | 28,7                     | + 2,1 %   |

### Tissu économique
Le tableau ci-dessous détaille le nombre d'entreprises implantées à Dame-Marie-les-Bois selon leur secteur d'activité et le nombre de leurs salariés :
| Ensemble                                                     | 21 | 100  | 17 | 4 | 0 |
| Agriculture, sylviculture et pêche                           | 4  | 19   | 4  | 0 | 0 |
| Industrie                                                    | 3  | 14,3 | 2  | 1 | 0 |
| Construction                                                 | 2  | 9,5  | 2  | 0 | 0 |
| Commerce, transports, services divers                        | 10 | 47,6 | 9  | 1 | 0 |
| dont commerce et réparation automobile                       | 0  | 0    | 0  | 0 | 0 |
| Administration publique, enseignement, santé, action sociale | 2  | 9,5  | 0  | 2 | 0 |
| Champ : ensemble des activités.                              |    |      |    |   |   |

Deux entreprises sont créées en 2015, l'une dans le domaine de l'industrie, l'autre dans le secteur de la construction.
Les entreprises implantées à Dame-Marie-les-Bois sont toutes de petite taille, aucune d'elles n'employant plus de neuf salariés.

#### Agriculture
Le tableau ci-dessous présente les principales caractéristiques des exploitations agricoles de Dame-Marie-les-Bois, observées sur une période de 22 ans :
|                                            | 1988 | 2000 | 2010  |
| ------------------------------------------ | ---- | ---- | ----- |
| Nombre d’exploitations                     | 19   | 7    | 4     |
| Équivalent Unité de travail annuel         | 29   | 7    | 4     |
| Surface agricole utile (SAU) (ha)          | 664  | 588  | 636   |
| Cheptel (nombre de têtes)                  | 141  | 5    | 0     |
| Cultures permanentes (ha)                  | 7    | 1    | 0     |
| Superficie moyenne d’une exploitation (ha) | 34,9 | 84,0 | 159,0 |

Au cours des dernières décennies, l'agriculture donnamarienne a fortement évolué. Les exploitations se sont regroupées et agrandies, l'élevage a disparu au profit des cultures céréalières ou d'oléo-protéagineux, et le chef d'exploitation demeure seul à travailler sur son domaine.

#### Industrie, commerces et services
Dame-Marie-les-Bois propose les services d'une boulangerie et d'un commerce multi-services (café, épicerie et point-Poste). Quatre assistantes maternelles peuvent accueillir au total 15 enfants sur la commune.
Si la commune ne possède ni hôtel, ni camping, des possibilités d'hébergement sont offertes dans des gîtes ruraux ou des chambres d'hôtes.
Le pôle urbain de Château-Renault, proche, propose aux Donnamariens une offre de services plus large et diversifiée.

## Culture locale et patrimoine

### Lieux et monuments

#### La place

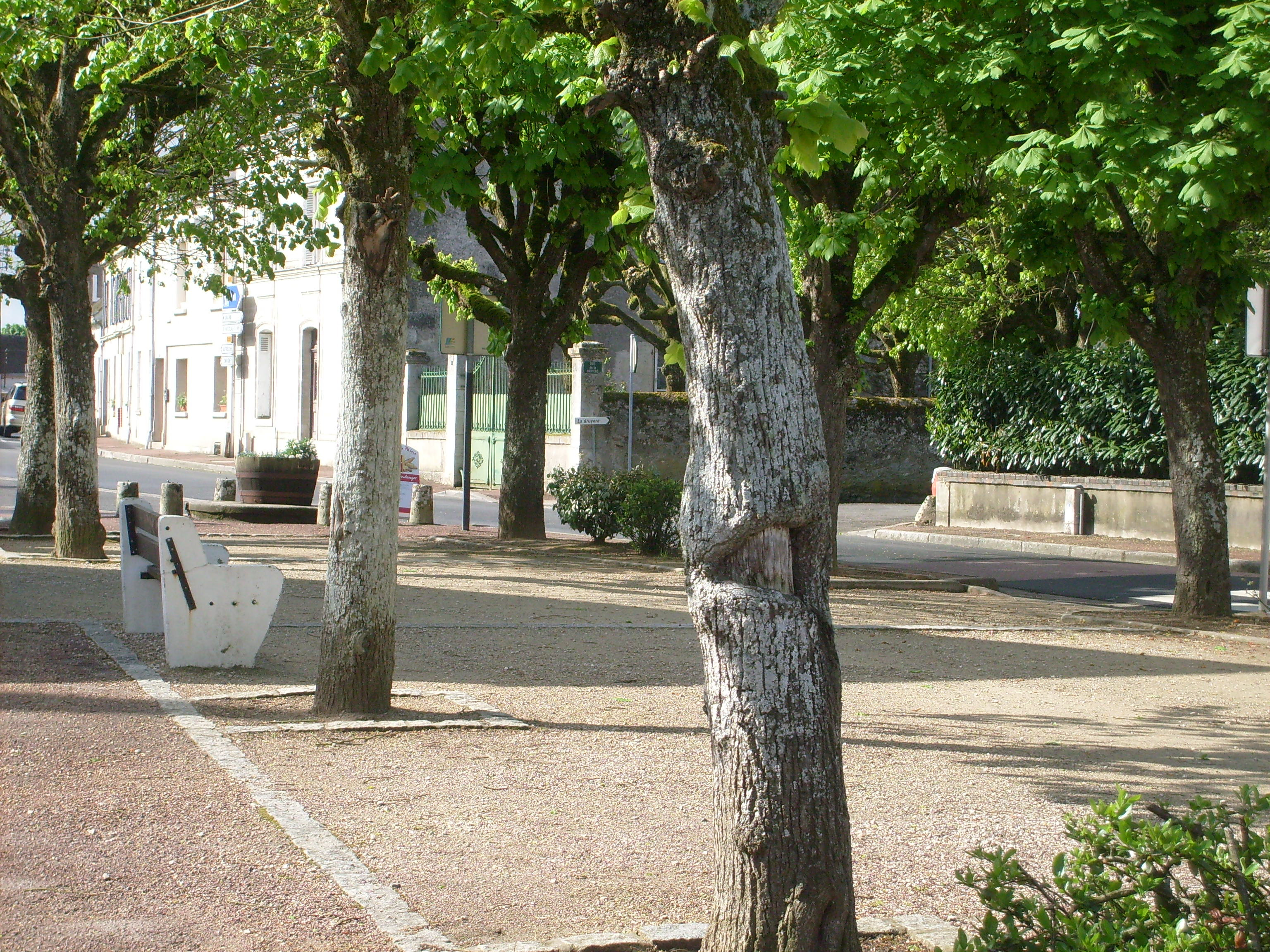
Place de Dame-Marie-les-Bois.

La place principale de la commune est construite à partir de la fin du XIXe siècle, lorsque le cimetière qui en occupait une partie de l'emprise est déplacé. Par la suite, des démolitions, des constructions et des alignements de façades s'échelonnent jusqu'aux années 1890 pour donner à la place son architecture contemporaine. C'est autour de cette place que, jusqu'à la Seconde Guerre mondiale, sont installés la plupart des commerçants de Dame-Marie-les-Bois. L'emplacement d'un puits communal, creusé sous la Révolution, subsiste mais il est comblé ou condamné.

#### Le lavoir
| - Lavoir. - Lavoir (détail). |

Le lavoir est construit en 1884 à l'initiative de Désiré Diot, le nouveau maire, permettant ainsi à tous d'utiliser un équipement public en lieu et place du « droit de lessive » dans le lavoir privé du château de la Guérinière.
Il cesse d'être utilisé en 1970 mais continue à être entretenu, le mécanisme à poulies permettant d'ajuster la hauteur des planches de lavage par rapport au niveau de l'eau restant intact.

#### L'église
Cet édifice dédié à Notre-Dame est reconstruit et remanié à plusieurs reprises. La partie est de la nef est datée du XIIe siècle, le chœur est reconstruit au XIIIe siècle, le clocher en charpente est édifié au XVIe siècle. Joseph de Villeneuve, seigneur de la Guérinière fait construire, au tout début des années 1730, une chapelle au nord du chœur.
Devant l'augmentation du nombre de paroissiens, un projet d'allongement de la nef vers l'ouest est réalisé à partir de 1846, ce qui entraîne la suppression d'une galerie de bois adossée à l'ancienne façade. Dans le même temps, des fenêtres sont percées dans la nef alors que d'autres sont murées — le mur gouttereau sud de la nef conserve l'encadrement d'une baie romane dont l'arc est monolithe —, et une chapelle, symétrique de celle du XVIIIe siècle, est accolée au sud du chœur.
À la Révolution, la cloche de l'église est démontée et fondue, mais elle est remplacée par une autre, datant de 1540 et provenant de l'abbaye de Fontaine-les-Blanches.
Un tableau de l'école du Caravage provenant du château de la Guérinière et représentant la décapitation d'Holopherne par Judith ornait la chapelle seigneuriale. Restauré dans la seconde moitié des années 1990, il est conservé dans les collections du département et remplacé dans l'église par une copie ; il est classé au titre des monuments historiques depuis 1921. Scellée dans le mur ouest de la chapelle seigneuriale, une plaque funéraire en marbre célèbre la mémoire de Nicolas Ravot d'Ombreval, vicomte de la Guérinière et intendant de Touraine, mort en 1729. Elle fait elle aussi l'objet d'une protection par classement, depuis 1941.

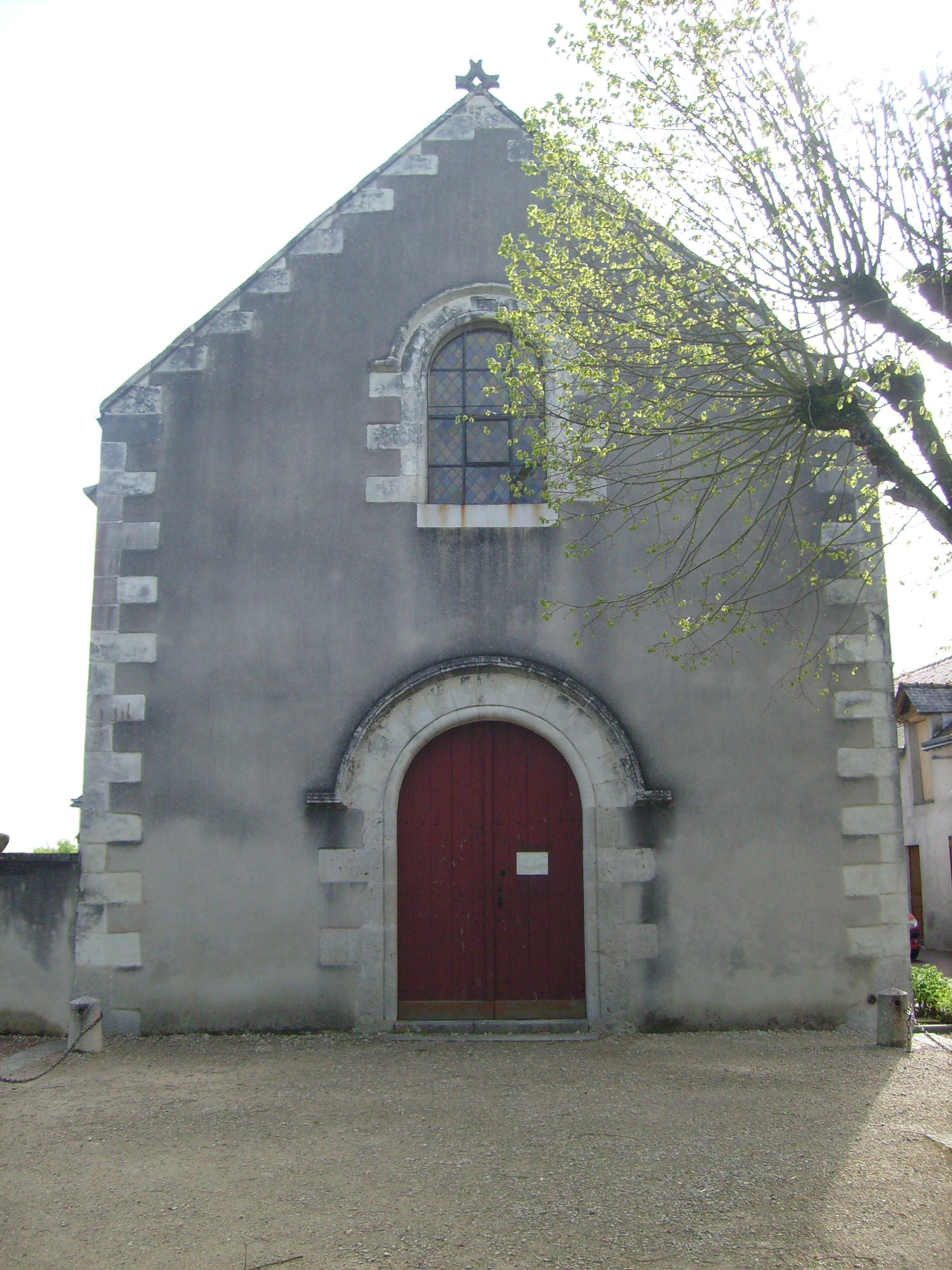
Façade ouest.
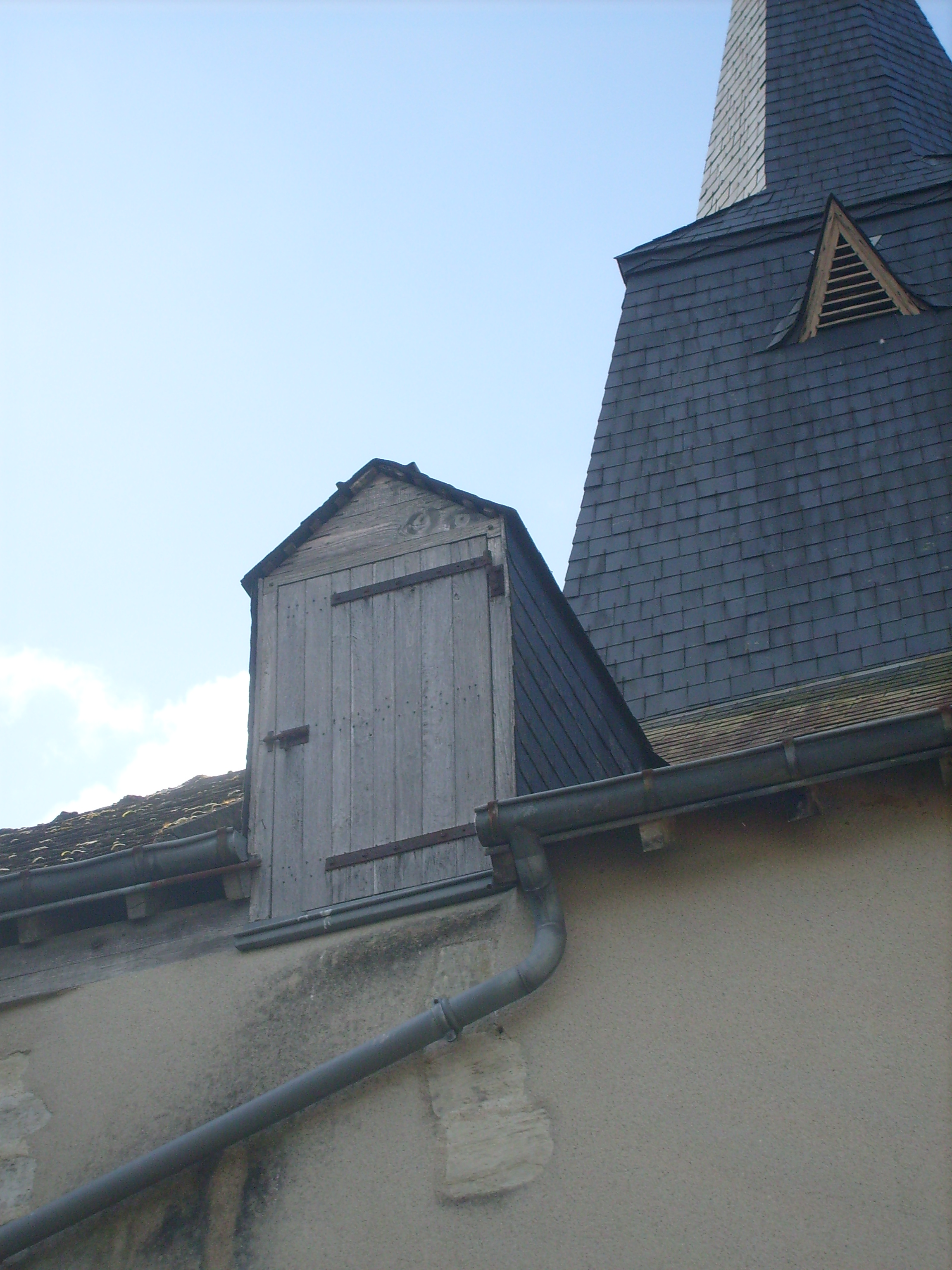
Entrée du clocher.
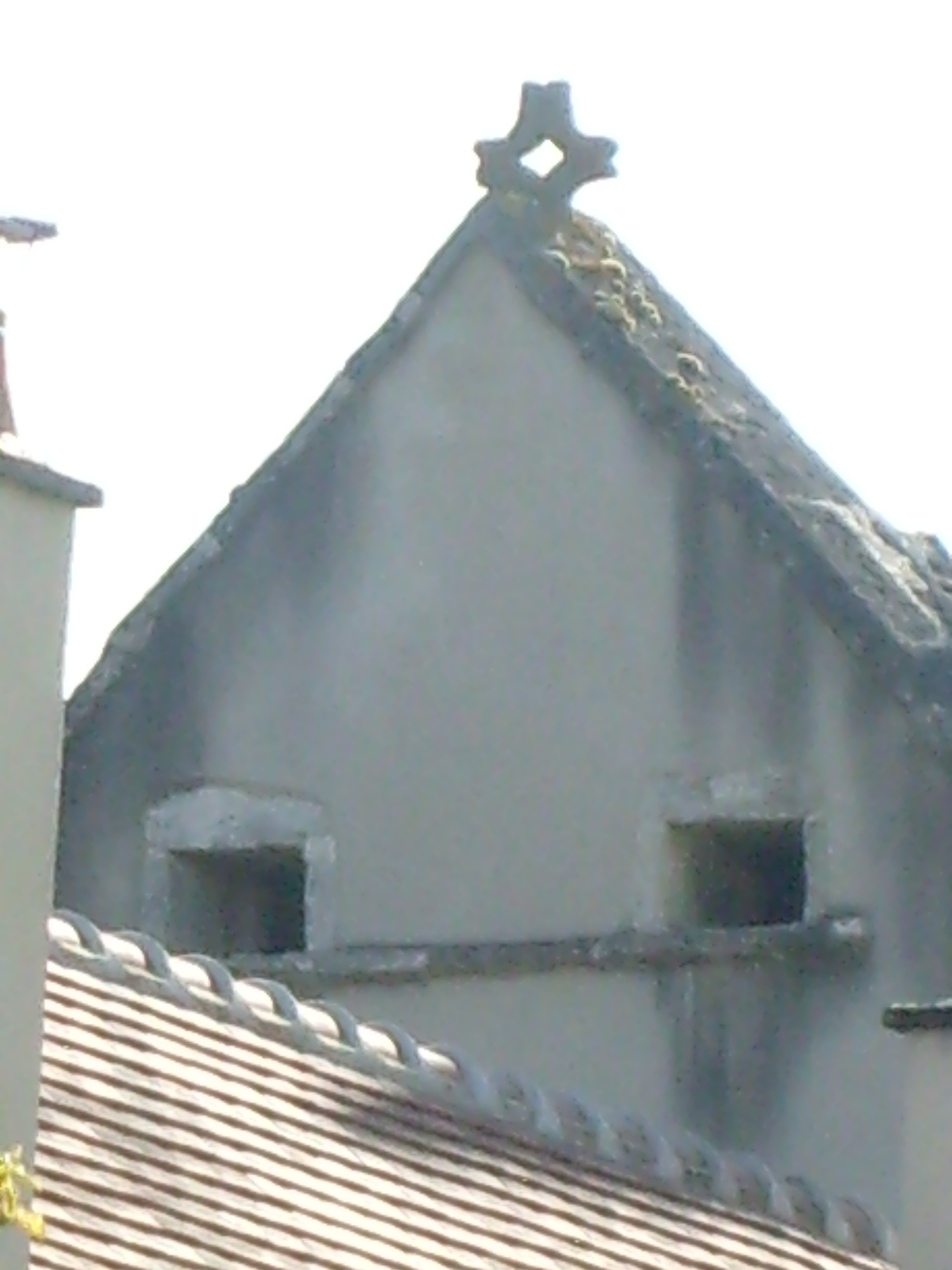
Entrée du pigeonnier au chevet.
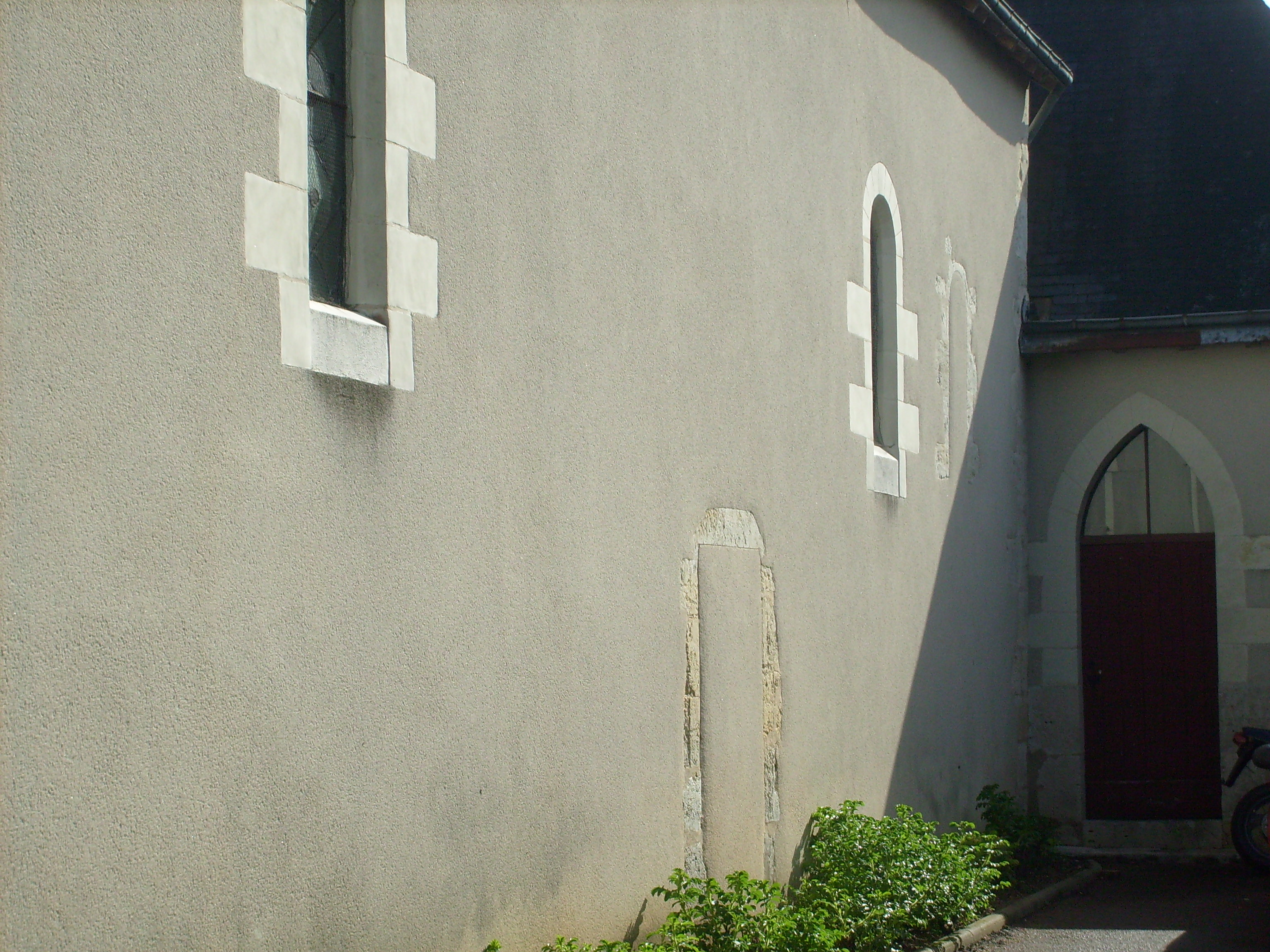
Nef.
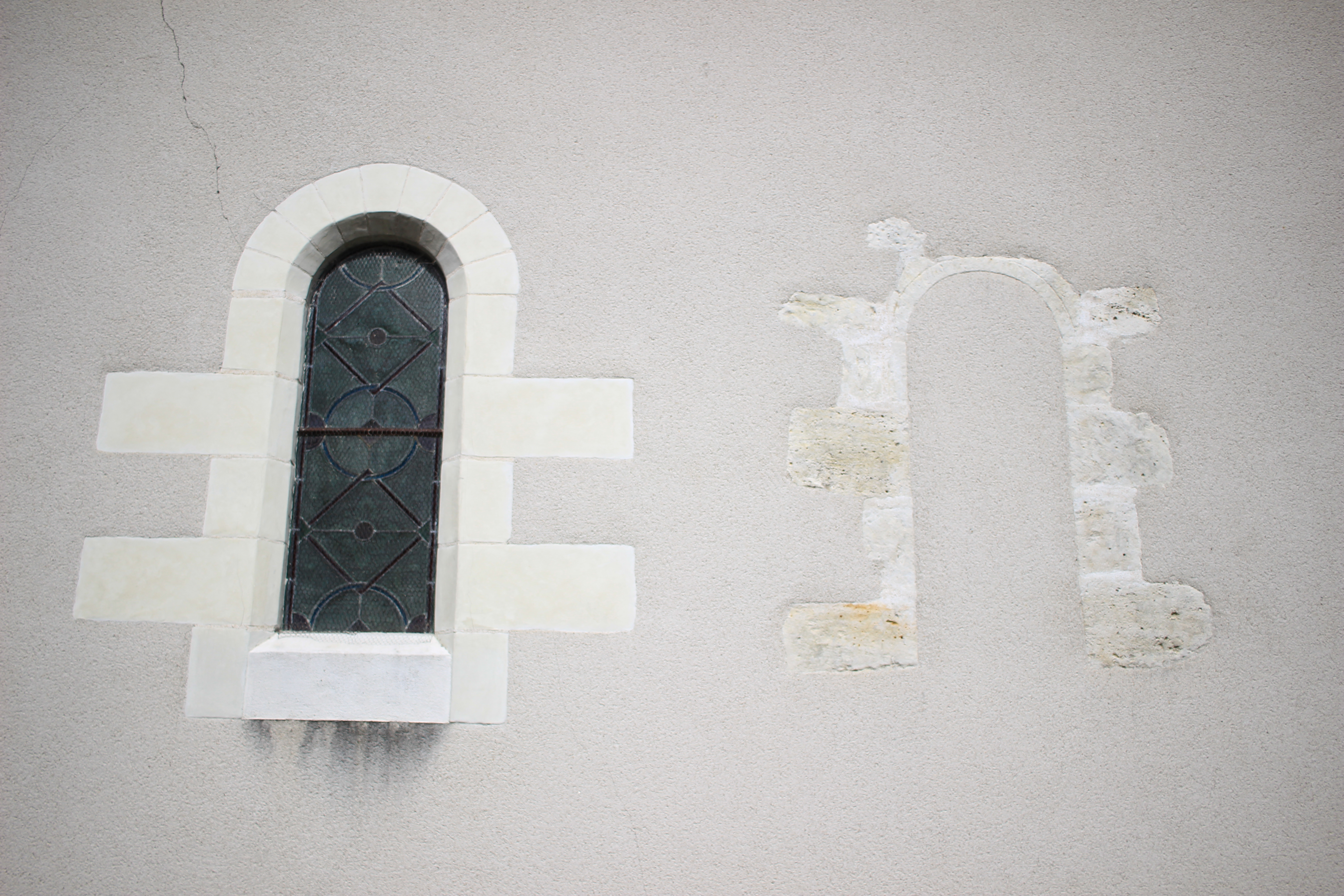
Baie de la nef déplacée.
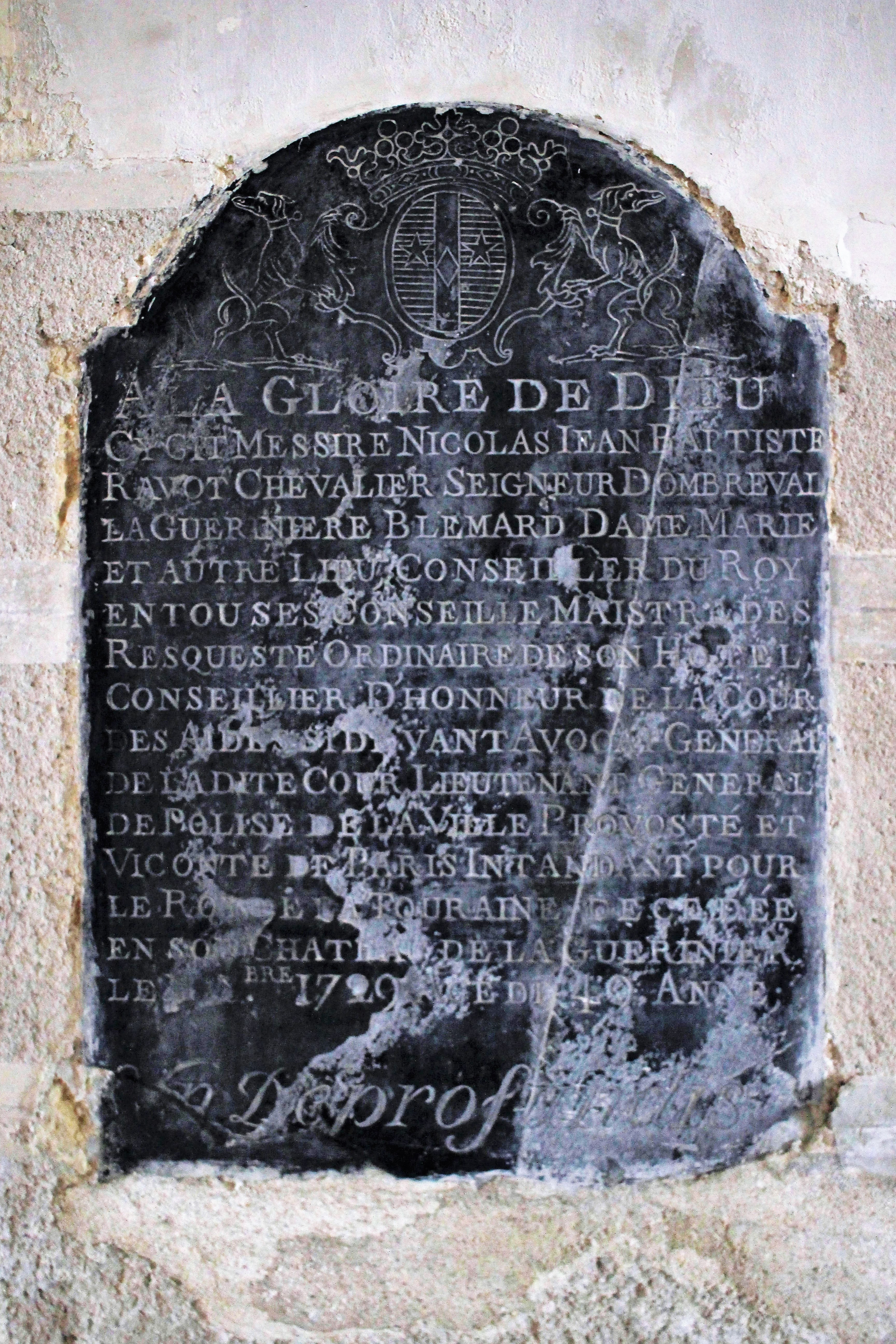
Plaque funéraire du vicomte de la Guérinière.

#### Château de la Guérinière

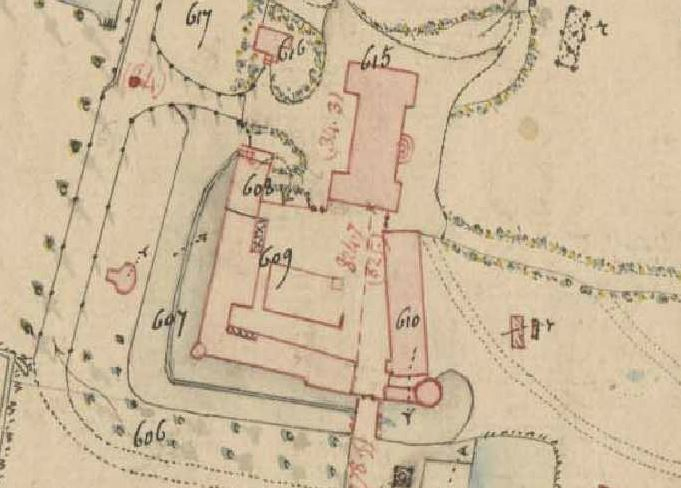
Plan du château de la Guérinière sur le cadastre napoléonien.

Le château médiéval de la Guérinière semble être mentionné pour la première fois dans les textes en 1246. Louis XII et Claude de France sont parmi ses plus célèbres propriétaires. En 1835, ses douves sont encore visibles et il conserve plusieurs de ses tours ; victime d'un incendie, il est reconstruit par Raoul d'Ombreval entre 1727 et 1729 ; c'est alors un vaste château de style classique construit à proximité du précédent, connu seulement par une gravure et quelques photographies de la fin du XIXe siècle. Cet édifice imposant comportait 38 pièces et de nombreuses dépendances. Il est détruit en 1902 pour être remplacé par une maison de maître elle-même abandonnée.
Seuls les communs ont survécu, ainsi que l'une des tours médiévales au sud-est, transformée en pigeonnier. Les douves sont comblées en 1902 avec les décombres du château du XVIIIe siècle. En même temps, l'autel qui meublait la chapelle privée du château est transféré dans l'église paroissiale.

### Patrimoine gastronomique
La commune se trouve dans l'aire géographique et dans la zone de production du lait, de fabrication et d'affinage des fromages Sainte-Maure de Touraine.
Bœufs du Maine, Volailles du Maine, Rillettes de Tours et 120 types de vins tranquilles ou effervescents bénéficient d'une indication géographique protégée (IGP) s'ils sont produits sur le territoire de Dame-Marie-les-Bois.

### Télévision
Le cimetière communal a servi de cadre au tournage de scènes de la mini-série télévisée Le Bal des secrets en novembre 2012.

### Personnalités liées à la commune
- Nicolas Ravot d'Ombreval (1680-1729), né à Paris, seigneur de la Guérinière où il meurt, est nommé lieutenant-général de police de Paris en 1724 ; l'année suivante, il devient intendant de la généralité de Tours mais il est destitué de son poste un an après[81].
- Jacques-Joseph Puvrez (1738-?), né à Condé-sur-Escaut, docteur en théologie de la Sorbonne, est curé constitutionnel de Dame-Marie en 1797. En 1800, il cumule cette charge avec celle de conseiller municipal ; c'est lui qui rédige le premier budget communal. Il est vraisemblablement destitué à l'avènement du concordat[Vh 9].